# Lista wyposażenia armii Zjednoczonych Emiratów Arabskich
Lista wyposażenia armii Zjednoczonych Emiratów Arabskich – zestawienie wyposażenia sił zbrojnych Zjednoczonych Emiratów Arabskich.

## Broń ręczna
| Nazwa                  | Zdjęcie   | Pochodzenie                          | Rodzaj                                    | Kaliber           | Uwagi                                                              |
| Pistolety              | Pistolety | Pistolety                            | Pistolety                                 | Pistolety         | Pistolety                                                          |
| ---------------------- | --------- | ------------------------------------ | ----------------------------------------- | ----------------- | ------------------------------------------------------------------ |
| Caracal                |           | Zjednoczone Emiraty Arabskie         | Broń krótka                               | 9×19mm Parabellum | Standardowy pistolet.                                              |
| SIG Sauer P320         |           | Niemcy                               | Broń krótka                               | 9×19mm Parabellum | Wyprodukowane lokalnie przez Caracal International.                |
| Browning Hi-Power      |           | Belgia                               | Broń krótka                               | 9×19mm Parabellum | [ 1 ]                                                              |
| SIG Sauer P226         |           | Szwajcaria                           | Broń krótka                               | 9×19mm Parabellum |                                                                    |
| Pistolety maszynowe    |           |                                      |                                           |                   |                                                                    |
| MP5                    |           | Niemcy                               | pistolet maszynowy                        | 9×19mm NATO       | Używany przez piechotę morską.                                     |
| Karabinki automatyczne |           |                                      |                                           |                   |                                                                    |
| CAR 816/Sultan         |           | Zjednoczone Emiraty Arabskie         | Karabin automatyczny                      | 5.56×45mm NATO    | Standardowy karabin.                                               |
| AK-47                  |           | ZSRR                                 | Karabin automatyczny                      | 7.62×39mm         | W rezerwie, większość schwytana w krajach wroga.                   |
| M16A4                  |           | Stany Zjednoczone                    | Karabin automatyczny                      | 5.56×45mm NATO    | W rezerwie.                                                        |
| T91                    |           | Republika Chińska                    | Karabin automatyczny                      | 5.56×45mm NATO    | Dostarczono 10 tys. karabinów. Używane tylko przez siły specjalne. |
| Karabiny maszynowe     |           |                                      |                                           |                   |                                                                    |
| Heckler & Koch MG5     |           | Niemcy                               | Uniwersalny karabin maszynowy             | 7.62×51mm NATO    | [ 5 ]                                                              |
| M2 Browning            |           | Stany Zjednoczone                    | Wielkokalibrowy karabin maszynowy         | 12.7×99mm NATO    | Stosowany w pojazdach.                                             |
| FN Minimi              |           | Belgia                               | Ręczny karabin maszynowy                  | 5.56×45mm NATO    |                                                                    |
| M249                   |           | Stany Zjednoczone                    | Ręczny karabin maszynowy                  | 5.56×45mm NATO    | Standardowy karabin maszynowy.                                     |
| Karabiny wyborowe      |           |                                      |                                           |                   |                                                                    |
| M107/M107A1            |           | Stany Zjednoczone                    | Wielkokalibrowy karabin wyborowy          | 12.7×99mm NATO    | Standardowy lekki karabin maszynowy.                               |
| Lobaev                 |           | Zjednoczone Emiraty Arabskie · Rosja | Karabin wyborowy                          | 12.7×99mm NATO    | Wyprodukowano lokalnie                                             |
| PSG-1                  |           | Niemcy Zachodnie                     | Karabin wyborowy                          | 7.62×51mm NATO    |                                                                    |
| CSR 50                 |           | Zjednoczone Emiraty Arabskie         | Wielkokalibrowy karabin wyborowy          | 12.7×99mm         | Widziane podczas ćwiczeń wojskowych.                               |
| Denel NTW-20           |           | Południowa Afryka                    | Wielkokalibrowy karabin wyborowy          | 14.5×114mm        |                                                                    |
| Granatniki             |           |                                      |                                           |                   |                                                                    |
| M203                   |           | Stany Zjednoczone                    | Granatnik                                 | 40×46mm SR        | Możliwość mocowania do karabinów M4 i M16.                         |
| RG-6                   |           | Rosja                                | Granatnik                                 | 40 mm             |                                                                    |
| Broń przeciwpancerna   |           |                                      |                                           |                   |                                                                    |
| FGM-148 Javelin        |           | Stany Zjednoczone                    | Przeciwpancerny pocisk kierowany          | 127mm             | Standardowa broń przeciwpancerna.                                  |
| 9M133 Kornet           |           | Rosja                                | Przeciwpancerny pocisk kierowany laserowo | 152mm             | [ 10 ]                                                             |
| Carl Gustaf            |           | Szwecja                              | Działo bezodrzutowe                       | 84mm              | [ 11 ]                                                             |

## Artyleria
| Nazwa                | Zdjęcie          | Pochodzenie       | Rodzaj                                | Liczba           | Uwagi |
| Artyleria polowa     | Artyleria polowa | Artyleria polowa  | Artyleria polowa                      | Artyleria polowa | Artyleria polowa |
| -------------------- | ---------------- | ----------------- | ------------------------------------- | ---------------- | --- |
| Norinco AH4          |                  | Chiny             | Haubica                               | 6                | 21 lutego 2019 r. wojsko Zjednoczonych Emiratów Arabskich potwierdziło nabycie 6 armatohaubic Norinco AH4.                                                                     |
| L118                 |                  | Wielka Brytania   | Działo polowe                         | 73               | |
| Typ 59               |                  | Chiny             | Działo polowe                         | 20               | |
| Artyleria samobieżna |                  |                   |                                       |                  | |
| Denel G6             |                  | Południowa Afryka | Artyleria samobieżna                  | 78               | [ 15 ] |
| M109                 |                  | Stany Zjednoczone | Artyleria samobieżna                  | 87               | [ 16 ] |
| Artyleria rakietowa  |                  |                   |                                       |                  | |
| M142 HIMARS          |                  | Stany Zjednoczone | Wieloprowadnicowa wyrzutnia rakietowa | 32               | Zamówione we wrześniu 2014 r. |
| SR-5                 |                  | Chiny             | Wieloprowadnicowa wyrzutnia rakietowa | 5                | [ 18 ] |
| K239 Chunmoo         |                  | Korea Południowa  | Wieloprowadnicowa wyrzutnia rakietowa | 12               | Zakupiono w 2021 r. 12 wieloprowadnicowych wyrzutni rakietowych Chunmoo, 12 wozów dostawczych amunicji + koreańskie pociski kierowane GPS i kontrakty na wsparcie logistyczne. |

## Broń przeciwlotnicze
| Nazwa           | Zdjęcie | Pochodzenie       | Rodzaj                                                             | Liczba    | Uwagi |
| --------------- | ------- | ----------------- | ------------------------------------------------------------------ | --------- | --- |
| MIM-23 Hawk     |         | Stany Zjednoczone | Pocisk rakietowy ziemia–powietrze                                  | 343       | [ 21 ] |
| MIM-104 Patriot |         | Stany Zjednoczone | Pocisk rakietowy ziemia–powietrze/Rakietowy pocisk antybalistyczny | 12        | ZEA posiada 9 baterii PAC-3 i 3 baterie PAC-2 (818 pocisków). |
| KM-SAM          |         | Korea Południowa  | Pocisk rakietowy ziemia–powietrze/Rakietowy pocisk antybalistyczny | 12        | W styczniu 2022 r. ZEA nabyły system KM-SAM. Oba kraje wspólnie pomogą dostarczyć systemy. |
| Pancyr          |         | Rosja             | Samobieżny zestaw przeciwlotniczy                                  | 50        | [ 23 ] |
| THAAD           |         | Stany Zjednoczone | Rakietowy pocisk antybalistyczny                                   | 2 baterie | W 2011 r. ZEA zamówiło Thaad, dzięki czemu ZEA zostało pierwszym krajem zagranicznym, który nabył system Thaad. W 2022 r. ZEA przechwyciło pocisk balistyczny podczas ataku milicji Huti w Abu Zabi. |

## Pojazdy bojowe
| Nazwa                     | Zdjęcie                                                              | Pochodzenie                                      | Rodzaj | Liczba   | Uwagi |
| Czołgi                    | Czołgi                                                               | Czołgi                                           | Czołgi | Czołgi   | Czołgi |
| ------------------------- | -------------------------------------------------------------------- | ------------------------------------------------ | --- | -------- | --- |
| Leclerc                   |                                                                      | Francja                                          | Czołg podstawowy | 354      | Czołgi Leclerc armii Zjednoczonych Emiratów Arabskich były używane w operacjach bojowych w Jemenie podczas wojny domowej w Jemenie. |
| Bojowe wozy piechoty      |                                                                      |                                                  | |          | |
| FNSS ACV-300              | ACV-300 Adnan                                                        | Turcja                                           | Bojowy wóz piechoty | 136      | [ 26 ] |
| BMP-3                     |                                                                      | Rosja                                            | Bojowy wóz piechoty | 652      | [ 27 ] |
| Wahash 8x8                |                                                                      | Zjednoczone Emiraty Arabskie                     | Bojowy wóz piechoty | ~400     | Podczas Międzynarodowej Wystawy i Konferencji Obronnej IDEX 2025,firma zbrojeniowa Calidus Land Systems podpisała kontrakt o wartości 642,5 mln USD na produkcję bojowego wozu piechoty Wahash 8×8. |
| Transportery opancerzone  |                                                                      |                                                  | |          | |
| Patria AMV                | Vehicle demonstration area, Russia and Baykar pavilions at IDEX 2023 | Finlandia · Polska                               | Transporter opancerzony | 45       | Początkowa partia 15 pojazdów została zamówiona w 2008 r., a kolejne mają zostać zakupione. Niektóre z tych pojazdów zostaną wyposażone w wieżę Patria Nemo, podczas gdy inne zostaną wyposażone w wieże BMP-3 i dlatego zostały zmodyfikowane, w tym wydłużony kadłub. W styczniu 2016 r. Kwatera Główna Sił Zbrojnych ZEA zamówiła 45 kadłubów Patria AMV z opcją na 50 kolejnych. Transportery opancerzone są obecnie używane w Jemenie w operacjach bojowych. Pojazdy zostały wysłane w czerwcu 2016 r. z polskiej linii produkcyjnej Patria. |
| Otokar-Al Jassor Rabdan   |                                                                      | Zjednoczone Emiraty Arabskie · Turcja            | Transporter opancerzony/Bojowy wóz piechoty                                                                                          | 700      | Oczekuje się, że Al Jasoor wyprodukuje do 700 Rabdanów o wartości 661 milionów dolarów dla armii ZEA. Pierwsza partia 400 pojazdów Rabdan została dostarczona w 2017 r., a 300 kolejnych zostanie zmontowanych lokalnie i wyprodukowanych na licencji. Niektóre z wieżą BMP-3 w służbie. |
| Lekki pojazdy uderzeniowe |                                                                      |                                                  | |          | |
| Nimr Ajban                |                                                                      | Zjednoczone Emiraty Arabskie                     | Transporter opancerzony | 350-500  | [ 40 ] |
| Nimr Hafeet               |                                                                      | Zjednoczone Emiraty Arabskie                     | Transporter opancerzony | 675      | [ 41 ] |
| HMMWV                     |                                                                      | Stany Zjednoczone                                | Samochód terenowy | 150/250? | Widziany podczas walk w Jemenie z rebeliantami Huti. |
| M1288 GMV 1.1             |                                                                      | Stany Zjednoczone                                | Lekki pojazd uderzeniowy | 100/150? | Widziane na wielu szkoleniach USE OF i pokazach na żywo |
| Polaris RZR               |                                                                      | Stany Zjednoczone                                | Samochód terenowy | N/A      | [ 43 ] |
| Panhard VBL               |                                                                      | Francja                                          | Opancerzony transporter rozpoznawczy                                                                                                 | 24       | |
| MRAP                      |                                                                      |                                                  | |          | |
| International MaxxPro     |                                                                      | Stany Zjednoczone                                | MRAP | 3,375    | Różne wersje na zamówienie. |
| Oshkosh M-ATV             |                                                                      | Stany Zjednoczone                                | MRAP | 750      | 750 w 2016 r. |
| Nimr Jais                 |                                                                      | Zjednoczone Emiraty Arabskie                     | MRAP | 250-500  | W 2017 r. Siły Zbrojne Zjednoczonych Emiratów Arabskich zamówiły 1500 Nimr JAIS, ale umowa została anulowana. Chociaż liczba pojazdów została odebrana przez siły zbrojne ZEA. |
| BAE Caiman                |                                                                      | Stany Zjednoczone                                | MRAP | 931      | We wrześniu 2014 r. Stany Zjednoczone zatwierdziły umowę o wartości 2,5 mld dolarów z armią Zjednoczonych Emiratów Arabskich na dostawę ponad 4500 nadwyżkowych amerykańskich pojazdów MRAP. Pojazdy te mają służyć zwiększonej ochronie sił zbrojnych, prowadzeniu operacji pomocy humanitarnej oraz ochronie niektórych międzynarodowych szlaków handlowych i infrastruktury. 1150 pojazdów to Kajmany. |
| RG-31 Nyala               |                                                                      | Południowa Afryka · Zjednoczone Emiraty Arabskie | MRAP | 76       | ZEA jest właścicielem specjalnej wersji RG-31 MARK-5. Produkowana jest lokalnie przez International Golden Group. |
| ABC                       |                                                                      |                                                  | |          | |
| TPz Fuchs                 |                                                                      | Niemcy Zachodnie                                 | CBRN defense | 32       | W lutym 2005 r. w ramach kontraktu o wartości 160 milionów EURO (205 milionów USD) zamówiono 32 pojazdy rozpoznawcze NBC (wariant FUCHS-2). Zamówienie obejmuje 16 pojazdów rozpoznawczych NBC, osiem pojazdów biologicznych i osiem pojazdów dowodzenia, które zapewnią ZEA zdolność wykrywania broni NBC, połączoną z systemem dowodzenia i kontroli. |
| Ciężarówki                |                                                                      |                                                  | |          | |
| MZKT-74135                |                                                                      | Białoruś                                         | Transporter czołgów | 40       | |
| MAN SX                    |                                                                      | Niemcy                                           | Pojazd o dużej mobilności | N/A      | [ 48 ] |
| Tatra T 815               |                                                                      | Czechy                                           | Taktyczny samochód ciężarowy o wysokiej mobilności, cysterna na wodę, cysterna na paliwo, transporter kontenerów, pojazd ratowniczy. | N/A      | [ 49 ] |
| Oshkosh HET               |                                                                      | Stany Zjednoczone                                | Transporter czołgów/ciągnik. | 20       | Służy do transportu wyrzutni rakiet. |